# Kościół Pomnik Krwi i Chwały św. Stanisława Biskupa Męczennika w Kowlu
Kościół pw. Pomnik Krwi i Chwały św. Stanisława Biskupa Męczennika w Kowlu – nieistniejący dzisiaj kościół rzymskokatolicki w Kowlu (obecnie siedziba rejonu w obwodzie wołyńskim).
W 1924 rozpoczęto budowę murowanego kościoła pw. Pomnik Krwi i Chwały św. Stanisława Biskupa Męczennika. Pierwsze nabożeństwa w kościele odbyły się w 1935. W 1944 podczas bombardowania miasta świątynia została uszkodzona, a po zakończeniu wojny władza radziecka wydała rozkaz jej całkowitego zdemontowania.